# Pholcus dali
Pholcus dali là một loài nhện trong họ Pholcidae. Loài này được phát hiện ở Trung Quốc.